# قرار مجلس الأمن التابع للأمم المتحدة رقم 1363
قرار مجلس الأمن التابع للأمم المتحدة رقم 1363، المتخذ بالإجماع في 30 تموز / يوليو 2001، بعد إعادة التأكيد على جميع القرارات المتعلقة بالحالة في أفغانستان، بما في ذلك القراران 1267 (1999) و1333 (2000)، طلب المجلس من الأمين العام إنشاء آلية لرصد تنفيذ العقوبات ضد طالبان.
وقرر مجلس الأمن أن الوضع في أفغانستان يشكل تهديدا للسلم والأمن الدوليين، وطالب جميع الدول، عملا بالفصل السابع من ميثاق الأمم المتحدة، بالامتثال للعقوبات السابقة ضد حركة طالبان والقاعدة وأسامة بن لادن. طلب من الأمين العام كوفي عنان إنشاء آلية في غضون 30 يومًا من أجل:
(أ) رصد تنفيذ التدابير الواردة في القرارين 1267 و1333؛
(ب) تقديم المساعدة إلى الدول المجاورة للأراضي الأفغانية الخاضعة لسيطرة طالبان فيما يتعلق بتنفيذ الجزاءات؛
(ج) التحقيق في انتهاكات التدابير.
ستتألف الآلية من فريق مراقبة يصل إلى خمسة خبراء مقرهم في مدينة نيويورك لمراقبة تنفيذ التدابير المتعلقة بحظر الأسلحة ومكافحة الإرهاب وغسل الأموال،  وفريق دعم في إطار تنسيقه يتألف من 15 عضوا في الدول المجاورة لأفغانستان. طُلب من مجموعة المراقبة تقديم تقرير إلى لجنة مجلس الأمن المنشأة بموجب القرار 1267، والتي ترفع تقاريرها إلى مجلس الأمن.
وطُلب من جميع البلدان تعزيز وإنفاذ العقوبات بموجب قوانينها المحلية ضد الأفراد والكيانات العاملة على أراضيها للتعامل مع انتهاكات التدابير. ودُعيت جميع الدول لاحقًا إلى إبلاغ نتائج النتائج التي توصلت إليها إلى اللجنة ما لم يكن ذلك سيضر بتحقيقاتها. وأخيراً، طُلب من الأمين العام اتخاذ الترتيبات اللازمة لدعم آلية الرصد وأعلن المجلس عزمه على مراجعة التدابير على أساس المعلومات المقدمة من خلال آلية الرصد.
القرار، الذي اقترحته كولومبيا، سمح للمراقبين بالتمركز بشكل رئيسي في باكستان؛ لم يتم اتخاذ تدابير ضد تحالف الشمال. رداً على تبني القرار 1363، قالت طالبان والجماعات التابعة لها إنها ستقتل مراقبي الأمم المتحدة المتمركزين على الحدود بين أفغانستان وباكستان.

## روابط خارجية
- نص القرار في undocs.org